# (73796) 1995 FL21
(73796) 1995 FL21 – planetoida z pasa głównego asteroid okrążająca Słońce w ciągu 5,13 lat w średniej odległości 2,97 j.a. Została odkryta 27 marca 1995 roku.